# Arsenal de Fuzhou

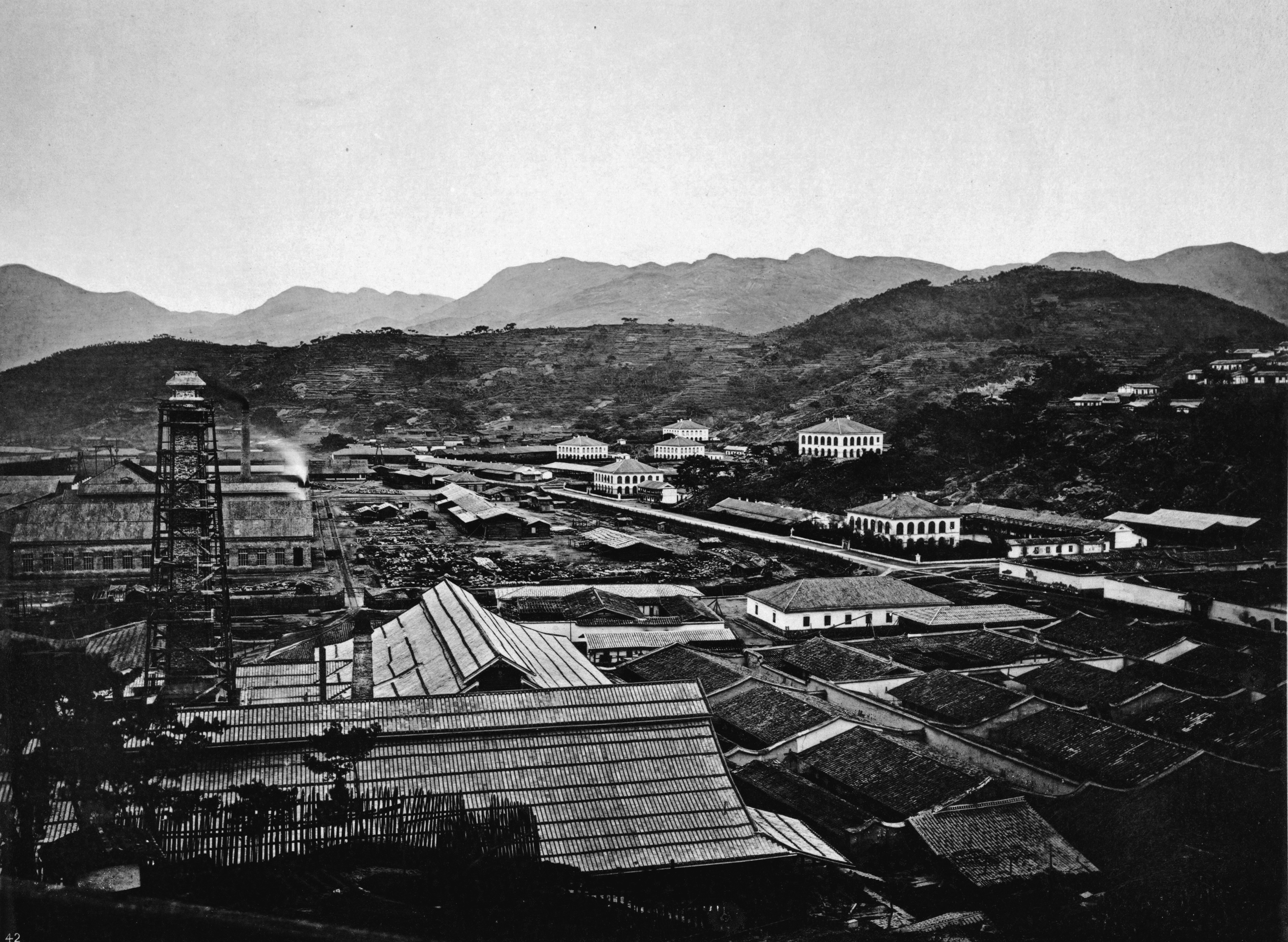
L'arsenal de Fuzhou dans les années 1870.

L'arsenal de Fuzhou (福州造船廠), aussi appelé arsenal de Mawei (馬尾造船廠) est l'un des chantiers navals construits en Chine sur l'ordre de Li Hongzhang et Zuo Zongtang, meneurs du mouvement d'auto-renforcement du gouvernement Qing. L'arsenal était situé à Mamoi (actuel Mawei), un port près de Fuzhou (appelé à l'époque Foochow en anglais, Fou-Tchéou en français).
L'école navale et d'autres institutions commencent la planification du chantier naval en 1866 et la construction débute l'année suivante. Deux officiers navals français, Prosper Giquel et Paul d'Aiguebelle, mis en disponibilité par la marine impériale française, sont engagés pour recruter une équipe d'environ quarante ingénieurs et mécaniciens européens, et pour superviser la construction d'un chantier naval de style occidental, la construction de 11 transporteurs et de 5 canonnières, et l'établissement d'école de formation à la navigation et l'ingénierie navale - le tout durant une période de cinq ans. Les autorités chinoises fournissent les matériaux et les travailleurs, le coût de l'opération est estimé à 3 millions de taels, et le coût de la maintenance des navires produits est partiellement financé par les revenus des taxes à l'importation de l'opium. Le premier navire produit, le Wan-nien Ch'ing (« Longue vie à la dynastie Qing »), est lancé en juin 1869.
Le chantier naval est presque entièrement détruit par les forces françaises en 1884 durant la guerre franco-chinoise de 1883-1885 lors de la bataille de Fuzhou. Un chantier naval moderne est plus tard reconstruit sur le site.